# Mirza Džomba
Mirza Džomba (Fiume, 1977. február 28. –) olimpiai és világbajnok horvát válogatott kézilabdázó.
2011-es visszavonulásáig klubszinten hazájában az RK Zamet és az RK Zagreb, külföldön a Fotex Veszprém, a Ciudad Real és a Vive Kielce csapataiban játszott.
1997-től 2008-ig volt tagja a horvát nemzeti kézilabda-csapatnak. 719 góllal ő a válogatott legeredményesebb gólszerzője. A 2003-as világbajnokságot és a 2004-es nyári olimpiát megnyerő aranygeneráció tagja volt.
Több szakmai ítész szerint a sportág történetének legjobbja volt a posztján, 2013-ban az Európai Kézilabda-szövetség által a Bajnokok Ligája történetének legjobb jobbszélsőjének választották.
Džomba hatszor lépett pályára a legrangosabb klubsorozat döntőjében, ezek közül egyet tudott megnyerni, 2006-ban a Ciudad Reallal. Három alkalommal jelölték az Év játékosának, 2004-ben és 2005-ben a harmadik, 2006-ban a második helyen végzett. 
Visszavonulása óta a horvát RTL Televízióban szakkommentátor egykori csapattársával, Goran Špremmel.

## Gyermekkora
1977. február 28-án született Fiume városában, Jugoszláviában. Szülei Mirsada és Mensur Džomba, két évvel idősebb bátyja Amir.
Tehetségét Veno Kuronlić fedezte fel Škurinjében, az Ivo Lola Ribar Általános Iskolában. 1990-ben csatlakozott az RK Zamet utánpótlás akadémiájához, ahol az utánpótlás válogatottakat is felügyelő Vjekoslav Sardelić lett az edzője.

## Pályafutása

### Klubcsapatokban

#### Zamet
Džomba az RK Zametben kezdte pályafutását. 1994-ben jelentős szerepe volt abban, hogy U-17-es csapat bronzérmes lett a korosztályos bajnokságban. 
Drago Žiljak az 1993-94-es szezon második felében felhívta az első csapat keretébe. A következő szezonban edzőváltás történt a klubnál, Ivan Munitić lett a vezetőedző, de Džomba nála is alapember volt az 1994-95-ös idényben.
A következő szezonban újra Žiljakot nevezték ki a csapat élére. Džomba vezérletével a klub a másodosztályból az élvonalba jutott és az U19-es csapatban is pályára lépett párhuzamosan. A korosztályos bajnokság legjobb játékosa lett az idény végén. A következő, 1996-97-es szezon során alapember volt az immár első osztályú csapatban a bajnoki idény első felében.

#### Badel 1862 Zagreb
1997 januárjában Džomba aláírt a Badel 1862 Zagrebhez. 
Első idényében bajnoki címet és kupagyőzelmet ünnepelhetett az együttessel. A Zagreb bejutott a Bajnokok Ligája döntőjébe is, azonban ott alulmaradt a Barcelonával szemben. 
Az 1997-98-as szezon kezdetét követően októberben a Zagreb pályára lépett a Klubcsapatok Európa-bajnokságának döntőjében is, de ezúttal is elvesztették a döntőt, ismét a Barcelona ellen. A spanyol Caja Cantabria Santander ellen a torna elődöntőjében Džomba hatszor volt eredményes. A döntőben nem lépett pályára. 1998-ban mindkét hazai trófeát megnyerte a csapattal, a szezon során mindössze két vereséget elszenvedve. A kupadöntőt az RK Đakovo ellen nyerték meg 37–25-re. A bajnokok Ligájában ezúttal is bejutottak a döntőbe, ahol ezúttal is alulmaradtak összesítésben a kor legjobbjának számító Barcelona ellen. Džomba három gólt szerzett a párharc első mérkőzésén.
A következő bajnoki szezont új vezetőedzővel, Velimir Kljaićcsal kezdte a csapat. A hazai mezőnyben nem talált legyőzőre a fővárosi klub. A bajnokok Ligájában sorozatban harmadszor rendeztek az 1998–1999-es szezon végén Barcelona–Zagreb döntőt, a katalánok ezúttal 50–41-es összesítéssel nyerték el a legrangosabb klubtrófeát. Džomba az idény során 23 gólt szerzett a kupasorozatban, a döntő első összecsapásán négyszer volt eredményes.
A következő bajnokság előtt Zdravko Zovko lett a vezetőedző. A zágrábiak a hazai versenysorozatokban újra legyőzhetetlennek bizonyultak, a Bajnokok Ligájában azonban az elődöntőben a német THW Kiel kiejtette a csapatot.
A 2000-01-es szezon elején pénzügyi nehézségekkel kellett szembenéznie a klubnak, amelyet több játékos elhagyott, miután a klub többhavi fizetésükkel tartozott. 2000 nyarán Lino Červar lett az új vezetőedző, Džomba pedig a csapat kapitánya. A bajnokok Ligájában az azt megelőző időszak leggyengébb szereplését produkálva már a negyeddöntőben búcsúzott a csapat, kettős vereséget szenvedve a Barcelonától. Mindezek következtében a Horvát Kupában sem sikerült győzni, a kupa megalapítása óta először nem jutott döntőbe sem a Zagreb a szezonban.
A bajnokság eredményeiben az RK Metkovićcsal fej-fej mellett haladt a két klub, a csapatok párharca a döntőben azonban botrányba fulladt, miután a Metković játékosai egy kétes bírói ítéletet követően levonultak a pályáról. Az eredmény ekkor 22–21 volt a Zagreb javára, ám a Horvát Kézilabda-szövetség utólag a Metković javára döntött, az eredményt 10–0 arányban jóváírva.

#### Fotex Veszprém
Džomba 2001. június 14-én bejelentette, hogy több klubtársával – Zlatko Saračević, Božidar Jović – valamint a vezetőedző Zdravko Zovkóval együtt a Fotex Veszprémben folytatja pályafutását.
November 10-én a Fotex Szkopjéban játszotta első Bajnokok Ligája mérkőzését a Vardar ellen. Džomba 8 gólt szerzett, a Veszprém 27–24-es győzelmet aratott. A második mérkőzést hét nap múlva játszották a csoportban a francia Chambéry ellen. A horvát jobbszélső ezúttal hétszer talált a kapuba, újabb győzelemhez segítve csapatát.
November 25-én 24–20-as győzelmet arattak a német Magdeburg felett, Džomba három gólt szerzett. A veszprémi csapat összességében gond nélkül jutott a következő körben, első vereségüket december 15-én szenvedték el a németországi visszavágón.
A negyeddöntőben a spanyol Ademar León ellen kettős győzelemmel jutott tovább a magyar csapat, majd az elődöntőben a szintén spanyol SDC San Antonio volt az ellenfél. A párharcot összességében 48–46-ra a bakonyi klub nyerte, így bejutott a sorozat döntőjébe, ahol újra az SC Magdeburggal került szembe. A döntő első mérkőzését hazai pályán megnyerte két góllal a Veszprém, de Magdeburgban ötgólos vereséget szenvedett és elvesztette a párharcot. Džomba mindkét mérkőzésen hat gólt szerzett.
A horvát játékos immár negyedik alkalommal maradt alul aktuális csapatával a kupasorozat fináléjában. Hazai porondon mindkét trófeát begyűjtötte a Fotexszel.
Az új szezon elején a Fotex Veszprém meghívást kapott a Klubcsapatok Európa-bajnokságára, ahol döntőbe jutott, de ott újból alulmaradtak a Magdeburggal szemben.
A következő szezonban a hazai bajnokságban és kupában is megvédte címét a csapat, a Bajnokok Ligájában pedig az elődöntőig jutott. Ott az egy évvel korábbiakhoz hasonlóan az SDC San Antonio volt az ellenfél, ám ezúttal a spanyolok jutottak be a sorozat döntőjébe. 
Džomba 2003. november 27-én bejelentette, hogy a 2003–2004-es szezon végén a BM Ciudad Realba igazol. A Veszprém abban az idényben éppen a horvát szélső leendő klubja ellen esett ki a Bajnokok Ligájából a negyeddöntőt követően. A sorozatban Džomba 37 gólt lőtt, bajnoki címet és kupagyőzelmet ünnepelhetett a klubbal az idény végén.

#### Ciudad Real
Džomba 2004 nyarán csatlakozott a Ciudad Realhoz. Szeptember 15-én, a Spanyol Szuperkupa döntőjében játszotta első mérkőzését a spanyol csapatban. A mérkőzés során a Džomba két gólt szerzett és súlyosan megsérült, amikor a Barcelona játékosa, Lars Jeppesen ráesett a lábára. A Ciudad 32–29-re megnyerte a mérkőzést, de másnap a klub gyógytornásza bejelentette, hogy Džomba bal térdében meghúzódtak a szalagok és hat hétig nem tud játszani.
Október 7-én tért vissza a pályára és a Alcobendas elleni mérkőzésen tizenegy góllal járult hozzá csapata győzelméhez. Két nappal később az első Bajnokok Ligája mérkőzését játszotta Ciudad színeiben a HRK Izviđač ellen és hat gólt lőtt a 37–23-as győzelem során.
Október 20-án Ciudad Real a két csapat játékerejét figyelembe véve megdöbbentő vereséget szenvedett a Teka Cantabria ellen a bajnokságban, az eredmény 35–21 volt. A bajnokok Ligájában magabiztosan haladt a csapat és a negyedik fordulóban a svájci Pfadi Winterthur ellen bebiztosította továbbjutását. Džomba tíz gólt lőtt a találkozón, csapata 27–26-ra nyert.
A Ciudad a Bajnokok Ligája negyeddöntőjében a dán Koldinggal mérkőzött meg, míg Džomba november 25-én ismét szinte egymaga vezette győzelemre csapatát a bajnokságban. Teljesítményének köszönhetően 2004-ben először jelölték az év kézilabdázója díjra. A szavazáson a harmadik helyen végzett.
A Bajnokok Ligája elődöntőjében a francia Montpellier várt a spanyol csapatra, amely a hazai hatgólos győzelmet követően idegenben két góllal ugyan kikapott, de kiharcolta a döntőbe jutást. Džomba kilenc gólt szerzett az elődöntőben. A kupasorozat döntőjét összesítésben egy góllal, 56–55-ös összesítéssel vesztette el a csapat. A Ciudad az idény végén a Spanyol kupa döntőjét is elvesztette a BM Valladolid ellen és a bajnokságban is a második helyre szorult az SDC San Antonio mögé.
2005 nyarán játékos-edzőként Talant Dujsebajev vette át a csapat irányítását. Szeptember 29-én Džomba Andrej Lavrov búcsúmérkőzésén lépett pályára a világválogatottban többek közt Ivano Balić, Jackson Richardson és Lars Christiansen társaságában. 
A Bajnokok Ligájában az új szezon első mérkőzésén a Dinamo București ellen öt góllal segítette győzelemhez csapatát. A második mérkőzésen a szlovák Tatran Prešov ellen hat gólt szerzett, a Ciudad 39–24-re győzött. A csoport harmadik mérkőzésén egykori klubja, a Veszprém ellen lépett pályára és két gólt lőtt a 31–29-re elvesztett találkozó során.
Néhány nappal később a bajnokságban nyolc gólt elérve mentette meg csapatát a kínos vereségtől a Ciudad de Almería ellen. Október 25-én a Horvát Kézilabda-szövetség az év horvát kézilabdázójának választotta, Ivano Balić, Blaženko Lacković és Petar Metličić előtt.
Novemberben a Ciudad Real meghívást kapott a Klubcsapatok Európa-bajnokságára. A torna elődöntőjében a Barcelona ellen négy góllal járult hozzá klubja győzelméhez, majd a Magdeburg elleni döntőben hétszer volt eredményes. A Ciudad 37–28-ra megnyerte a találkozót, Džomba pedig az első nemzetközi klubtrófeáját.
Október 30-án a Spanyol Kupa döntőjében a Portland volt a Ciudad ellenfele. Džomba hét gólt lőtt, a Ciudad pedig 31–23-ra megnyerte a mérkőzést és egyben a kupasorozatot.
A Bajnokok Ligája negyeddöntőjében a Celje volt a spanyolok ellenfele. A párharcot sikerrel vette a csapat, Džomba a szlovéniai visszavágón hétszer volt eredményes. Az elődöntőben az SG Flensburg-Handewitt hazai pályán fölényes győzelmet aratott a csapat, a visszavágón ugyan két góllal kikapott, de így is bejutott a döntőbe. Džomba a két mérkőzésen összesen tizenegy gólt dobott.
A kupasorozat döntőjében a SCD San Antonio volt az ellenfél, a párharcot a Ciudad 62–47-es összesítéssel nyerte meg. A bajnokságban két ponttal a Barcelona mögött zárt a csapat, Džomba pedig az idény legjobbja lett a posztján.
A 2006-07-es idény elején bejelentette, hogy ez lesz az utolsó szezonja a csapatnál, majd hazatér Zágrábba.
Džomba a szezon eleji Bajnokcsapatok Európa-bajnokságán az elődöntőben és a VfL Gummersbach elleni győztes döntőben is csapata legeredményesebbje volt, 17 góllal pedig a torna gólkirálya lett.
Ez az idény a nemzetközi színtéren nem sikerült jól a klubnak, a Portland San Antonio elleni negyeddöntőt követően búcsúztak a Bajnokok Ligája kiírásától.
2006-ban Džomba a második helyen végzett Ivano Balić mögött az év kézilabdázója szavazáson. 
A hazai bajnokságban három ponttal megelőzve a San Antoniót megszerezte első spanyol bajnoki címét. Utolsó találkozóját a csapatban a Barcelona ellen 32–31-re megnyert találkozó volt, amin tíz gólt ért el és a mezőny legjobbjának választották.
2007. június 5–9-ig az IFH-Szuper Globe sorozatában szerepelt Egyiptomban, és ez volt az utolsó trófea, amit a csapat játékosaként nyert.

#### Croatia Osiguranje Zagreb
2007. június 14-én bejelentették, hogy Džomba aláírt egykori csapatához, az immár Croatia Osiguranje néven szereplő Zagrebhez.

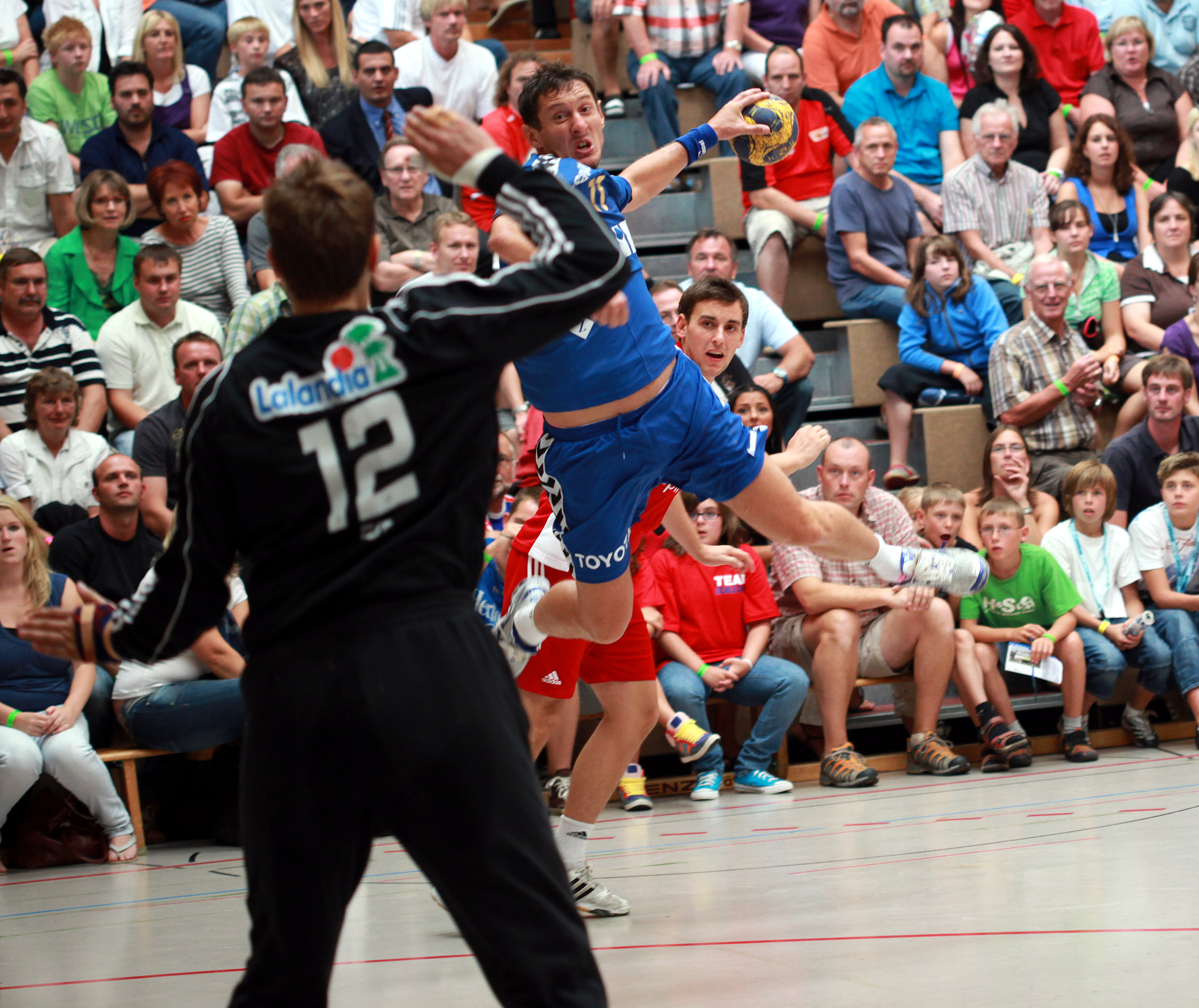
Džomba a CO Zagrebben a 2009-es Sparkassen-kupán

Visszatérése utáni első mérkőzését a bajnokságban játszotta a Nexe Našice ellen és hétszer volt eredményes a 36–30-as győzelem során. Teljesítményével ugyan nagyban hozzájárult, hogy a főként hazai tehetségekre támaszkodó csapat a Bajnokok Ligájában szerepelhetett, de folyamatos sérülései miatt nem tudott a tőle megszokott szinten teljesíteni. Džomba 39 gólt szerzett a Bajnokok Ligájában ebben a szezonban. A hazai bajnokságot és a kupát veretlenül nyerték meg.
Második szezonjában ismét mindkét hazai sorozatot megnyerte a Zagrebbel, a Bajnokok Ligájában pedig a negyeddöntőig jutott csapatával. Ott a THW Kiel ellen esett ki a horvát csapat. 2009 augusztusában Džomba pályára lépett a világválogatottban a visszavonuló Stefan Lövgren búcsúmérkőzésén.
Utolsó zágrábi szezonjában a CO Zagreb megnyerte a bajnokságot és a Horvát Kupát is. 2010. április 30-án jelentette be, hogy a nyáron lejáró szerződését nem hosszabbítja meg, és elhagyja a csapatot.

#### Vive Kielce
2010. június 15-én megerősítették, hogy Džomba szerződést kötött a lengyel Extraklasában szereplő Vive Kielce csapatával.
Egy szezont játszott Lengyelországban, megnyerte a kupát és bejutott csapatával a bajnokság döntőjébe, ahol azonban alulmaradtak a Wisła Płockkal szemben. Džomba 25 gólt szerzett a Bajnokok Ligájában a klub színeiben.
2010. november 10-én az Azoty-Puławy elleni kupamérkőzésen pályafutása során először kiállították.
2011. január 3-án pályára lépett egy jótékonysági mérkőzésen a világválogatott színeiben a Bundesliga All-Star csapata ellen New Yorkban. A Bundesliga csapat 32–31-re nyert, a találkozót a sportág amerikai népszerűsítése miatt rendezték meg.
2011 augusztusában, 34 éves korában bejelentette, hogy felhagy a profi kézilabdázással és befejezi pályafutását.
Džomba a Kielcében 26 bajnoki találkozón 138 gólt szerzett.

### A válogatottban

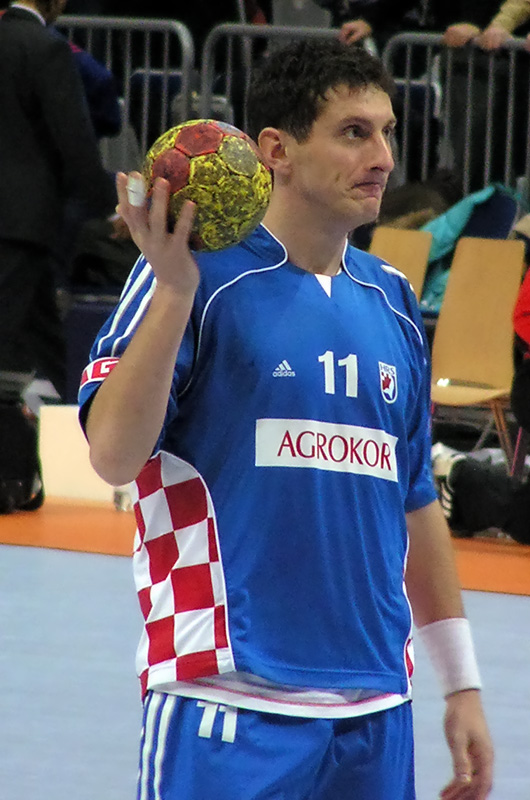
Džomba a 2007-es világbajnokságon Dániában

Džombát először Josip Glavaš hívta meg a horvát válogatott keretébe 1997 januárjában. Részt vett az 1997-es világbajnokságon, ahol a horvátok csak a 13. helyen végeztek. Egy hónappal később szerepelt a Mediterrán játékokon is, ahol az immár Ilija Piljević vezette válogatott 21–20-ra legyőzte Olaszországot a döntőben és aranyérmes lett.
1998-ban Velimir Kljaić lett az új szövetségi kapitány, az olaszországi Európa-bajnokságon 8. lett a horvát csapat, a hetedik helyért rendezett mérkőzésen Franciaországtól kaptak ki 30-28-ra. Džomba ebben az évben 23 találkozón 65 gólt szerzett a válogatottban.
A következő évben az egyiptomi világbajnokságon Horvátország 3 győzelmet, 1 döntetlent és 1 vereséget elérve a 10. helyen zárt.
Velimir Kljaićot a kontinenstorna után elbocsátották, és Zdravko Zovko lett az új szövetségi kapitány. Szeptember 8-12. között olimpiai selejtezőtornán vett részt a válogatott, amelyet a közelmúltbeli gyenge eredményei miatt meg kellett nyerni ahhoz, hogy részt vehessen a Sydney-i olimpián. Horvátország elvesztette a Spanyolország elleni döntőt és második helyével az olimpiai részvétel jogát is. 2000 januárjában az Európa-bajnokságon hazai pályán szerepelhetett a válogatott és a hatodik helyen zárt, miután a helyosztót 25–24-re elvesztette Szlovénia ellen. A torna után Josip Milković lett a szövetségi kapitány, Irfan Smajlagić válogatottól való visszavonulását követően pedig Džomba az első számú játékos a posztján. 
A 2001-es világbajnokságon Franciaországban Horvátország a kilencedik helyen végzett, az egy évvel későbbi Európa-bajnokságon pedig az utolsó, 16. helyen. Mindezek következtében Milković távozott, annak ellenérte, hogy 2001 augusztusában újabb Mediterrán játékokat nyert a csapattal. Utódja Lino Červar lett.
2003-as világbajnokságon a csoportkörben Horvátország ugyan az 1. fordulóban kikapott Argentínától, utána azonban az összes mérkőzését megnyerte, közte a Franciaország (23–22) és a Magyarország (30–29) ellenit is és az első helyen jutott a középdöntőbe. Ott győzött Egyiptom és Dánia ellen is, így az elődöntőben Spanyolország várt a csapatra. Itt hosszabbítást követően győzött a csapat 39–37-re. Džomba 22 gólt szerzett a tornán, amelynek döntőjében Németországot múlta felül a válogatott 34–31-es győzelemmel, így megszerezve a sportág első világbajnoki címét az országnak. Džombát posztján a torna legjobbjának választották és bekerült az All-Star csapatba is.
Horvátország következő nagy versenye a 2004-es Európa-bajnokság volt Szlovéniában. A csoportból első helyen jutottak tovább, valamint megnyerték a középdöntős hatosukat is, de az elődöntőben a házigazda szlovén válogatott 27–25-re jobbnak bizonyult. A bronzmérkőzésen 31–27-re Dánia megverte Horvátországot. Džomba lett a torna gólkirálya 46 góllal.
A 2004-es athéni olimpián Horvátország veretlenül nyerte meg története második ötkarikás aranyérmét. A csoportban Izlandot (34–30), Szlovéniát (27–26), Dél-Koreát (29–26), Oroszországot (26–25) és Spanyolországot (30–26) győzték le, majd a negyeddöntőben a házigazda Görögországot (33–27). Az elődöntőben Magyarország volt az ellenfél és szoros mérkőzésen 33–31-es eredménnyel jutottak a döntőbe a horvátok. Ott Németország várt a csapatra és bár a félidőben még a németek vezettek egy góllal, végül a horvátok 26–24-re győztek és megszerezték az első helyet. Džomba ezúttal is bekerült az All-Star csapatba, 55 góljával pedig második helyen végzett a góllövők versenyében.
A 2005-ös tunéziai világbajnokságon Horvátország címvédőként lépett pályára. A csoportkörben veretlen maradt Argentína (36–23), Japán (25–34), Ausztrália (38–18), Spanyolország (33–31) és Svédország (28–27) ellen is. A középdöntőben Norvégia legyőzte a horvátokat 28–25-re, de a németek és a szerbek elleni győzelemmel így is elsőként jutottak az elődöntőbe. Ott Franciaország volt az ellenfél és Džombáék 35–32-es győzelmet arattak, ezzel bejutottak a döntőbe. Spanyolország a fináléban remek játékot mutatva 40–34-re győzve szerezte meg első világbajnoki címét, a horvátok ezüstérmesek lettek. Džomba ezúttal is bekerült az All-Star csapatba és 62 góllal a harmadik legeredményesebb játékos volt a tornán. A következő évi Európa-bajnokság előtt térdszalag sérülés hátráltatta, de részt tudott venni a tornán, a Franciaország elleni elődöntőben tíz alkalommal talált a kapuba, Horvátország azonban végül elvesztette a mérkőzést és csak a  negyedik helyen zárta a tornát. 
A 2007-es világbajnokságon Horvátország bejutott a negyeddöntőbe, de ott vereséget szenvedett a franciáktól és az ötödik helyet sikerült csak megszereznie. Džomba teljesítményét a média képviselői élesen kritizálták ugyan, de számára jelentős mérföldkő volt a torna, ugyanis megdöntötte Patrik Ćavar válogatott gólrekordját. 
A 2008-as Európa-bajnokság előtt bejelentették, hogy Džomba sérülés miatt nem vesz részt a tornán. Végül annyira felépült, hogy epizódszereplőként tudta segíteni a Norvégiában ezüstérmet szerző csapatot. 
A 2008-as pekingi olimpián Horvátország címvédőként a negyedik helyen végzett, majd a játékok után Džomba bejelentette, hogy visszavonul a válogatottól. 
Lino Červar a hazai rendezésű 2009-es világbajnokságra is nevezte a bő keretbe, és bár szeretett volna saját szurkolói előtt búcsúzni a címeres meztől, sérülése ebben meggátolta, nem tudott pályára lépni a tornán.
A válogatottban 185 mérkőzésen 719 gólt ért el pályafutása során.

## Visszavonulása után
Visszavonulása után a sportágban kezdett el dolgozni, a Zamet ifjúsági akadémiáján. Érdekesség, hogy rövid ideig futballozott a Pomorac öregfiúk csapatában. 
2012-ben a Riječki Olimpijci című dokumentumfilmben szerepelt. A Vanja Vinković által rendezett dokumentumfilm Rijeka (Fiume) város olimpiai érmeseire és olimpiai bajnokaira összpontosít 1924-től 2012-ig.
2016 márciusa óta a Primorje-Gorski Kotar Kézilabda-szövetségének elnöke.
2016. április 12-én a Džomba részt vett egy labdarúgó-mérkőzésen a Rujevica Stadionban. A gálamérkőzésen a HNK Rijeka All-Star csapat játszott a város hírességeiből álló csapattal. Džomba az utóbbi együttesben szerepelt, olyan csapattársakkal, mint Goran Vlaović, Admir Hasančić és Boško Balaban. A találkozót 6-3-ra a HNK Rijeka nyerte.
December 14-én Rijeka Sportszövetségének sportfoglalkoztatási testületének tagja lett.

## Televíziós szereplések
Džomba egy jól ismert és szeretett televíziós személyiség Horvátországban. A sporthoz kapcsolódó televíziós műsorok és reklámok mellett 2009-ben szerepelt a Najveći hrvatski misteriji első epizódjában, egykori csapattársával, Igor Vorival.
A horvát RTL Televízióban szakkommentátorként tevékenykedett a 2015-ös világ-, és a 2016-os Európa-bajnokságideje alatt Blaženko Lacković és Goran Šprem társaságában.
2016 decemberében szerepelt az U zdrav mozak Celebrity című televíziós szórakoztató műsorban.

## Magánélet
2010-ben vette feleségül Belma Hodžić egykori televíziós műsorvezetőt. Két lányuk született.

## Sikerei, díjai

### Klubcsapatokkal
| RK Zamet - Horvát másodosztály: - Bajnok: 1996 - U19-es bajnok: 1996 - U17-es bajnok: 1994 RK Zagreb - Horvát bajnokság: - Győztes: 1997, 1998], 1999, 2000, 2001, 2008, 2009, 2010 - Horvát Kupa: - Győztes: 1997, 1998, 1999, 2000, 2008, 2009, 2010 - Bajnokok Ligája: - Döntős: 1996–97, 1997–98, 1998–99 - Klubcsapatok Európa-bajnoksága: - Döntős: 1998 Fotex Veszprém - Magyar bajnokság: - Winner: 2002, 2003, 2004 - Magyar Kupa: - Győztes: 2002, 2003, 2004 - Bajnokok Ligája: - Döntős: 2002 - Klubcsapatok Európa-bajnoksága: - Döntős: 2002 | Ciudad Real - Spanyol bajnokság: - Győztes: 2006–07 - 2. hely:2004–05, 2005–06 - Copa del Rey de Balonmano: - Döntős: 2006 - Spanyol Kupa: - Győztes: 2005, 2006, 2007 - Spanyol Szuperkupa: - Győztes: 2005 - Bajnokok Ligája: - Győztes: 2005–06 - Döntős: 2004–05 - Klubcsapatok Európa-bajnoksága: - Győztes: 2005, 2006 - IHF-Szuper Globe: - Győztes: 2007 Vive Targi Kielce - Lengyel bajnokság: - 2. hely: 2011 - Lengyel Kupa: - Győztes: 2011 |  |

### Egyéni elismerései
- A 2002–03-as bajnokok Ligája szezon gólkirálya – 67 gól
- A 2003-as világbajnokság legjobb jobbszélsője
- 2003-as világbajnokság, All-Star csapat
- 2004-ben az év horvát sportolója a Sportske novosti és a Horvát Olimpiai Bizottság szavazásán
- A 2004-es Európa-bajnokság gólkirálya – 46 gól
- A 2004-es olimpia legjobb jobbszélsője
- 2004-es olimpia, All-Star csapat
- Franjo Bučar Állami Sportdíj – 2004
- Az év kézilabdázója-díj: 2004 (3. hely),  2005 (3. hely), 2006. (2. hely)
- A 2005-ös világbajnokság legjobb jobbszélsője
- 2005-ös világbajnokság, All-Star csapat
- Az év horvát játékosa a Horvát Kézilabda-szövetség és a Sportske novosti szavazásán – 2005
- Spanyol Kupa, gólkirály –  2005-2006
- Klubcsapatok Európa-bajnoksága, gólkirály – 17 gól
- A SVT szavazásán minden idők 11. legjobb játékosa – 2009[78]
- A Bajnokok Ligája első húsz évének legjobb jobbszélsője – 2013
- A Bajnokok Ligájának történetének legjobb jobbszélsője – 2013
- Rijeka (Fiume) városának olimpiai medáljának a tulajdonosa - 2014[79]
- RK Zamet hall of fame – 2015[80]

### Rekordja
- A horvát kézilabda-válogatott történetének legeredményesebb játékosa – 719 gól

### Kitüntetése
- Order of Danica Hrvatska – 2004[81]

## Bibliográfia
- Petar Orgulić – 50 godina rukometa u Rijeci (2004), Adriapublic
- Mišo Cvijanović, Igor Duvnjak, Tonko Kraljić & Orlando Rivetti – 4 ASA (2007), Adriapublic

## További információ
- EHF Profil
- Zamet hall of fame
- Zagreb Profil